# Catastrophe de la mine d'Hillcrest
La catastrophe de la mine Hillcrest est la pire catastrophe minière de l'histoire du Canada. Elle s'est produite dans une mine de charbon à Hillcrest (Alberta) dans la région du Col du Nid de Corbeau - à l'ouest du Canada - le vendredi 19 juin 1914, à 9h30.
À l'époque, la catastrophe est signalée par plusieurs médias, dont le Calgary Herald, comme la troisième pire catastrophe minière au monde.

## Explosion
Le travail commence à la mine à 7h00. Vers 9h30, une explosion se produit  profondément dans la mine puis remonte les tunnels jusqu'à détruire l'entrée de la mine. John Brown, le directeur général, se précipite alors dans la salle des ventilateurs pour inverser l'aspiration de l'air afin de tenter de sauver des mineurs. Les premiers efforts de sauvetage sont cependant entravés par la destruction complète de l'unique entrée.
Sur les 237 hommes qui sont entrés dans la mine ce jour-là, seuls 48 ont été secourus, dont beaucoup souffrant des effets des gaz toxiques.

## Conséquences
L'accident a eu un impact profond sur la ville de Hillcrest Mines, qui comptait en 1914 une population d'environ 1000 habitants. Au total, 189 travailleurs sont morts, soit environ la moitié de la main-d'œuvre totale de la mine. Cela a laissé 130 femmes veuves et environ 400 enfants orphelins de père. De nombreuses victimes ont été enterrées dans une fosse commune au cimetière Hillcrest. En 1915, le gouvernement de l'Alberta mène une enquête sur les circonstances de l'explosion.

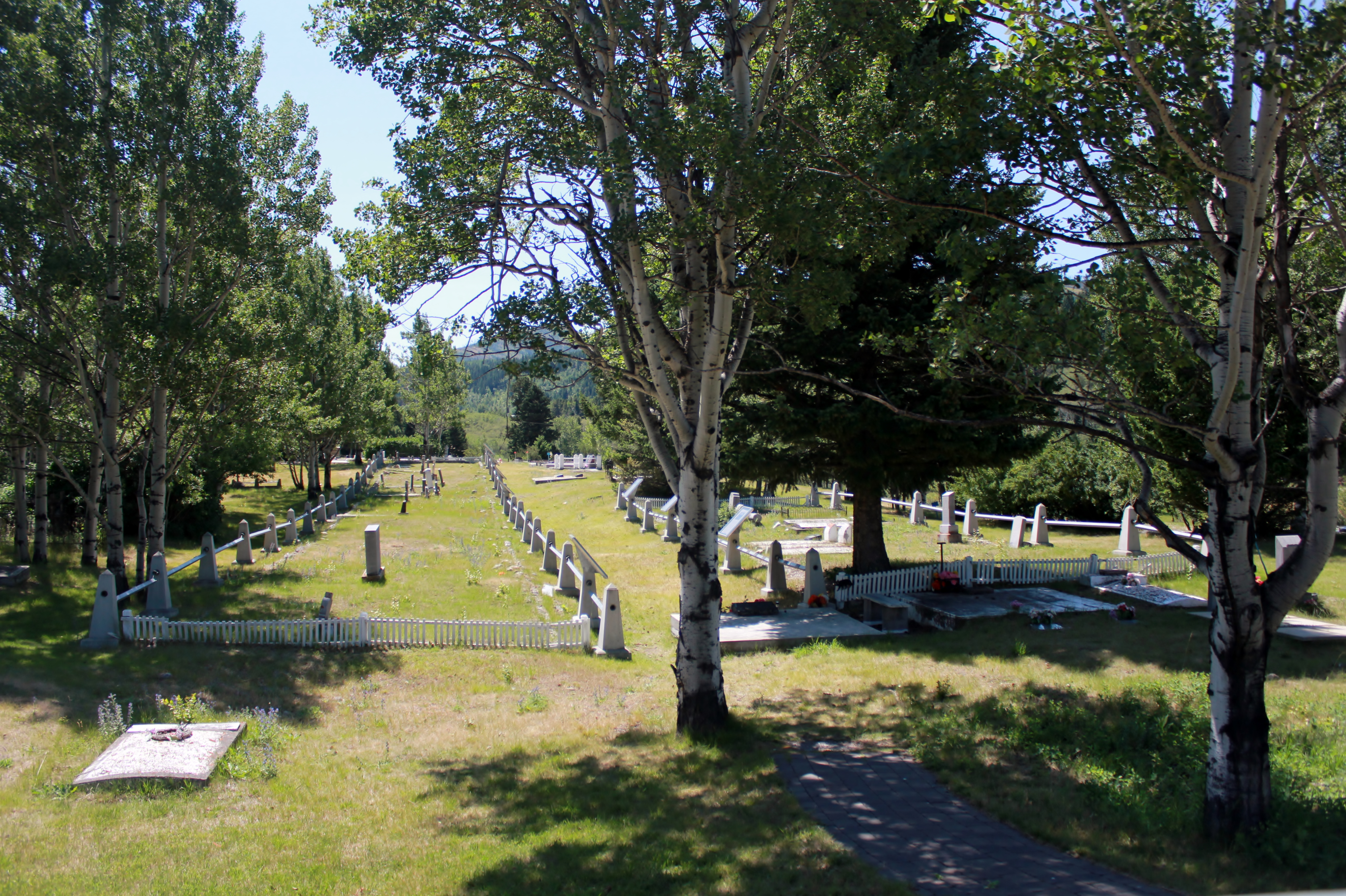
Ailes du vieux cimetière d'Hillcrest dédiées aux victimes.

Les condoléances viennent de partout au pays, y compris un bref message du roi George V. Cependant, le début de la Première Guerre mondiale a rapidement éclipsé cet événement.
Sur les 189 victimes de la catastrophe, beaucoup étaient des immigrants, dont 43 de l'Empire austro-hongrois.
Les opérations à la mine Hillcrest se sont poursuivies jusqu'à ce que Hillcrest Collieries, compagnie propriétaire de la mine, soit mise en liquidation en avril 1938. La mine est officiellement fermée le 2 décembre 1939.
Le gouvernement canadien verse ensuite 50 000 dollars en compensation aux familles endeuillées.
Un monument à la mémoire des victimes se trouve au cimetière d'Hillcrest.
En 1990, le chanteur folk canadien James Keelaghan (en) enregistre "Hillcrest Mine", une chanson dédiée à la catastrophe dans son album "Then Again".

## Autres accidents miniers de la zone
Le 19 septembre 1926, une autre explosion s'est produite dans la mine Hillcrest alors que la mine était inactive, tuant deux hommes.
D'autres explosions dans d'autres mines de charbon de la région de Crowsnest Pass ont également fait des morts: 
- Coal Creek, 1902 (128 hommes tués)
- Michel, 1904 (7)
- Coleman, 1907 (3)
- Bellevue, 1910 (30)
- Michel, 1916 (12)
- Coal Creek, 1917 (34)
- Coleman, 1926 (10)
- Michel, 1938 (3)